# Siamak Rahimpour
Siamak Rahimpour (Irán; 1963) es un exfutbolista de Irán que jugaba en la posición de defensa.

## Carrera

### Club
| Periodo   | Club           |
| --------- | -------------- |
| 1981–1992 | Shahin FC      |
| 1992–1996 | PAS Teherán FC |
| 1996–1997 | Esteghlal FC   |

### Selección nacional
Jugó para Irán en 10 ocasiones de 1986 a 1989 y participó en los Juegos Asiáticos de 1986 y en la Copa Asiática 1988.

## Logros
- Liga Azadegan: 1

1992/93